# 虚空蔵山 (兵庫県)
虚空蔵山（こくぞうさん）は兵庫県丹波篠山市・三田市にある標高596mの山である。加古川水系と武庫川水系の分水嶺。登山道の途中には虚空蔵寺が現存している。ふるさと兵庫50山及びふるさと兵庫100山に選定されている。

## 概要
虚空蔵山（こくぞうさん）は、兵庫県丹波篠山市と三田市の境をなす標高596mの山で、むかしは「岩辻山」と呼ばれていた。推古天皇時代、聖徳太子が夢のお告げによって三田市側の中腹に虚空蔵堂を建立したことから、虚空蔵堂山と呼ばれるようになった。盛時は本堂の他に毘沙門堂、薬師堂、仁王門などの七堂伽藍があったという。天正7年(1579)明智光秀の「丹波攻め」の際、兵火に焼かれ焼亡したが幸い御本尊虚空蔵菩薩像は難を逃れ、三村但馬守等などにより再び伽藍は復興したが、豊臣時代には寺領を没収され衰退、明治時代の廃仏毀釈により僅かに仏閣を留めるだけとなっていたが、今でも虚空蔵堂が残り歴史を感じる造りになっており聖徳太子ゆかりの寺を参拝できる。
虚空蔵山へはJR西日本福知山線藍本駅から酒垂神社を経て虚空蔵堂に至る表参道と、藍本駅の北側より登る裏参道がある。東北方の草野駅から登る道、また西方立杭焼で有名な今田町から登る道などがある。なお、表参道は往時の石畳や石段、参拝者が手を清めたという石舟などが残る。また酒垂神社は9～10世紀に蔓延した疫病を治したという酒が付近から湧き出たということで、時の後朱雀天皇からその社号を授かったとのいわれがある。
標高は596.0mで山頂からは開けた景色が楽しめ、北摂の山々、六甲山系から淡路島などの眺望が広がるほか、登山道の尾根からの見晴らしも大変良く、案内板や道標も整備された歩きやすい登山道で週末には多くの登山客で賑わう。紅葉や新緑が美しく交通の便も良いことから都市近郊からの登山客も多い。また毎年初日の出を迎えるため焚火がたかれて登山客を迎え、同じ三田市の羽束山とともに新年初日の出登山が恒例な山である。近畿自然歩道にも指定されている。

## アクセス
- JR西日本福知山線草野駅、藍本駅

## 周辺施設
- 兵庫陶芸美術館（山麓）
- 丹波伝統工芸公園・立杭陶の郷（山麓）
- こんだ薬師温泉